# Albansko-hrvatski odnosi
|                    |                    |
| Republika Hrvatska | Republika Albanija |

Albansko-hrvatski odnosi odnose se na bilateralne međunarodne odnose između Hrvatske i Albanije. Službeno su započeli lipnja 1991. godine, kada je Hrvatska proglasila neovisnost i započela borbu za međunarodno priznanje. 
Od 25. kolovoza 1992. Albanija ima veleposlanstvo u Zagrebu. Hrvatska ima ambasadu u Tirani. Obje države su punopravne članice NATO-a i Unije za Mediteran. Albanija je među prvim državama koje su priznale neovisnost Hrvatske.

## Politika
Obje države su postale punopravne članice NATO-a u travnju 2009. na događaju na kojem su prisustvovali premijeri Sali Berisha i Ivo Sanader. Također te godine, Albanija i Hrvatska (za vrijeme mandata premijera Ive Sanadera) odlučile su izgraditi nuklearnu elektranu na granici s Crnom Gorom. Ta je odluka dočekana suzdržano s crnogorske strane, koja je izrazila zabrinutost za onečišćenje okoliša. Hrvatska i Albanija održavaju dobre odnose. Hrvatska podržava Albaniju u pristupanje EU.

## Ekonomija
Albanija i Hrvatska raspravljali su o mogućnosti zajedničkog izgradnje nuklearne elektrane na Skadarskog jezera, u blizini granice s Crnom Gorom, ali je Crna Gora kritizirala plan zbog čestih potresa na tom području.

## Zanimljivosti
- Čak tri albanska predsjednika (Rexhep Meidani, Alfred Moisiu i Bamir Topi) su odlikovana najvišim odlikovanjem Republike Hrvatske.
- Brojni Albanci sudjelovali su u obrani Hrvatske u Domovinskom ratu, a najistaknutiji su: Rahim Ademi, Bekim Berisha, Agim Çeku i Amir Muharemi.
- U Zagrebu pri Knjižnici i čitaonici "Bogdan Ogrizović" djeluje Središnja knjižnica Albanaca u Hrvatskoj.[7]

## Vanjske poveznice
- Albansko veleposlanstvo u Zagrebu
- Ministarstvo vanjskih poslova Republike Hrvatske: popis bilateralnih ugovora s Albanijom